# راجا (دراق كوين)
سوتان أمرول (بالإنجليزية: Sutan Amrull)‏ (مولود في 14 يونيو 1974) معروف أيضا باسم راجا و راجا جيميني، هو فنان مكياج أمريكي ودراق كوين. اشتهر بعمله في برنامج تلفزيون الواقع America’s Next Top Model كفنان للمكياج لمدة تسع دورات (من الرابع حتى الثاني عشر)، وكالفائز في الموسم الثالث من روبول دراق ريس. وتشمل قائمة عملاءه ديتا فون تيسي، باميلا أندرسون، إيمان، تايرا بانكس، إيغي أزاليا، روبول وتويغي. منذ عام 2009 سوتان كان فنان الماكياج للمغني آدم لامبرت لوسائل الإعلام المطبوعة ولجولاته في الولايات المتحدة.

## بداية حياته
ولد سوتان في بالدوين بارك، كاليفورنيا. في سن الثالثة انتقلت عائلته إلى إندونيسيا (بلد والده) وبقيت هناك لمدة ست سنوات قبل أن تعود إلى الولايات المتحدة.

## الحياة الفنية
البداية
عندما كان في السادسة عشرة من عمره تعرف سوتان على فن الدراق ومارسه في الملاهي الليلية في لوس انجلوس مع أصدقائه. كان جزءا من مجموعة دراق كوينز يستوحين عروضهن وازيائهن من الثقافات القوطية والبانك.
إلتحق بالجامعة كطالب فنية لمدة عامين ثم قرر مواصلة مهنته كفنان مكياج ودراق كوين.
روبول دراق ريس
كان راجا أحد المتسابقين في الموسم الثالث من روبول دراق ريس، في الحلقة الأخيرة بعد معركة مزامنة الشفاه مع مانيلا لوزون، تم الإعلان عن راجا الفائزة بالموسم الثالث للمنافسة. كجزء من واجباته كفائز في الموسم الثالث قام سوتان بجولات في الولايات المتحدة وكندا Log Drag Drag Race Tour في عام 2011.

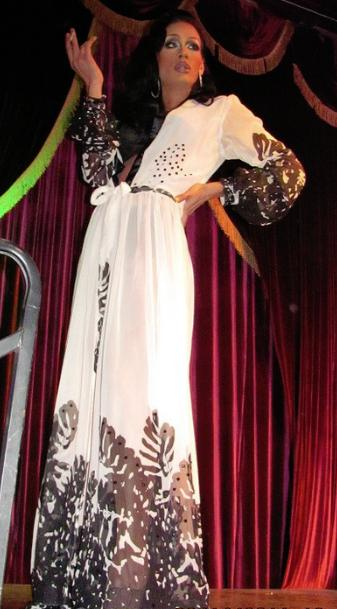
راجا فبراير عام 2011

راجا أول فائز أمريكي آسيوي في روبول دراق ريس.
في عام 2014 انضمت راجا إلى جولة Drag of Traace Battle of the Seasons حيث قدمت أغنية بمزامنة الشفاه مع مانيلا لوزون.
مشاريع أخرى

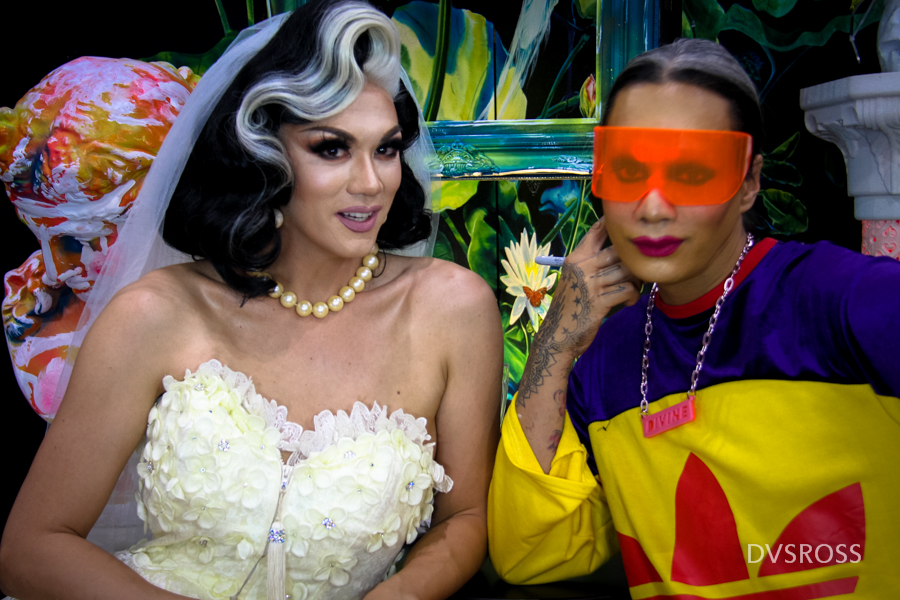
راجا و مانيلا لوزون عام 2018

في مايو 2011 أصدر سوتان أول أغنية له بشخصيته في الدراق بعنوان Diamond Crowned Queen حازت الأغنية على المركز الخمسين في قائمة أغاني بيلبورد هوت دانس كلوب، قبل أن تصل إلى ذروتها في المركز خمسة وثلاثين. في 21 أغسطس 2012 تم إصدار أغنيته الفردية "Sublime". أُصدرت أغنيته الثالثة "Zubi Zubi Zubi" (ترجمتها "Dance Dance Dance") في 1 يونيو 2013.
منذ عام 2014 قدم سلسلة اسبوعية على موقع يوتيوب اسمها RuPoul's Drag Race Fashion Photo RuView مع زميله من روبول دراق ريس ريفن (دراق كوين).
في فبراير عام 2017 قام ببطولته كمخلوق بين المجرات في الفيديو الموسيقي لأغنية Blondie باسم Fun كما ظهر في حملة "Make Love Not Walls" التي أخرجها ديفيد لاشابيل، في حملة من أجل «إربان ديكاي» إلى جانب زملائه من روبول دراق ريس الاسكا ثاندرفاك، جيغلي كالينتي وكاتيا زامولودتشيكوڤا.

## حياته الخاصة
في 14 ديسمبر 2017 تزوج سوتان ريان تيرنر في نوروالك بولاية كاليفورنيا.

## روابط خارجية
- راجا على موقع IMDb (الإنجليزية)
- راجا على موقع ميوزك برينز (الإنجليزية)
- راجا على موقع ديسكوغز (الإنجليزية)
- راجا على موقع قاعدة بيانات الفيلم (الإنجليزية)